# Jože Kotar (klarinetist)
Jože Kotar, slovenski klarinetist in pedagog, * 28. maj 1970, Trbovlje.
Jože Kotar je slovenski klarinetist in pedagog. Od leta 1996 do 2008 je bil solo klarinetist v Simfoničnem orkestru Slovenske filharmonije, od leta 2008 pa je solo klarinetist Simfoničnem orkestru RTV Slovenija. Poleg tega je redni profesor za klarinet na ljubljanski Akademiji za glasbo, umetniški vodja Slovenskega orkestra klarinetov, Slovenskega seksteta klarinetov ter član različnih komornih sestavov. Od leta 2007 je dirigent in umetniški vodja Delavske godbe Trbovlje. Živi in deluje v Ljubljani.

## Biografija
Kotar se je rodil 28. maja 1970 v Trbovljah. Ko je bil star 7 let, se je pričel učiti klarinet v Glasbeni šoli Trbovlje, pri profesorju Ervinu Plevniku. Po šestih letih šolanja na nižji glasbeni šoli je šolanje nadaljeval na Srednji glasbeni in baletni šoli v Ljubljani, nato pa tudi na Akademiji za glasbo v Ljubljani, pri profesorju Alojzu Zupanu. Dodiplomski študij je končal leta 1990, podiplomskega pa leta 1992. Leta 1989 je za svoje dosežke dobil akademijsko nagrado, leta 1991 pa univerzitetno Prešernovo nagrado.
Leta 1980 je postal član Delavske godbe Trbovlje. Najprej je pri godbi sodeloval kot klarinetist, kasneje je postal namestnik dirigenta Zupana, od leta 2007 pa je Kotar dirigent in umetniški vodja Delavske godbe Trbovlje.
Kot solist, komorni glasbenik in član različnih komornih zasedb nastopa doma in v tujini (Evropa, ZDA, Južna Amerika …), vodi seminarje za klarinet in komorno igro (Hrvaška, Srbija, Italija, Madžarska, Belgija, Izrael, Irska, Brazilija) in sodeluje v žirijah mednarodnih tekmovanj.
Je član, soustanovitelj in umetniški vodja Slovenskega orkestra klarinetov in Slovenskega seksteta klarinetov ter član Pihalnega kvinteta Ariart, Pihalnega tria Slovenske filharmonije in Ansambla za sodobno glasbo MD7. Kot klarinetist sodeluje še v Slovenskem komornem orkestru, Orkestru slovenske policije, Orkestru Academie Ars Musicae idr.

## Diskografija
| - Klarinet (1998) - Collage (2002) - Solo (2005) - Slovenska filharmonija (2006) - Koncerti za klarinet (2015) (s Simfoničnim orkestrom RTV Slovenija) - Kristali (2017) (z Luco Ferrinijem) - Music from the Islands (2017) (z Luco Ferrinijem) - Music from the Islands, volume 2 (2018) (z Luco Ferrinijem) - Music from the Islands, volume 3 (2021) (z Luco Ferrinijem) - Tramonti a sud (2021) (z Luco Ferrinijem) Pihalni kvintet Ariart - Ariart (1998) - Cocktail (2004) - Episodi concertanti (2005) Slovenski orkester klarinetov - Clownery (1998) Slovenski kvartet klarinetov - Klarinetovanje (1999) | Slovenski sekstet klarinetov - Family (2003) - Prostranost (2016) MD7 - Ansambel za sodobno glasbo - Glasba našega časa (2005) - Barvni krog (2009) - Moderno (2009) Pihalni trio Slovenske filharmonije - Pihalni trio Slovenske filharmonije (2006) Delavska godba Trbovlje - 1903 - 1983 (1983) - Z Delavsko godbo Trbovlje okrog sveta (1993) - Delavska godba Trbovlje - V živo (1998) - V vesolju (2001) - Ad Iubileum (2003) - Orkester slovenske policije – Orkester slovenske policije (1994) - Mladinski pihalni orkester Viva – Midwest Clinic 1999 (1999) - Larisa Vrhunc – Open Rite (2000) |